# Haus Dahl (Selm)
Das Haus Dahl ist eine Wasserburg am Nordufer der Lippe westlich des Ortsteiles Bork der nordrhein-westfälischen Stadt Selm im Kreis Unna.

## Geschichte
Das Haus Dahl wird allgemein als Stammsitz der Grafen von Dahl betrachtet, der erste westfälische Vertreter dieses Geschlechts wurde im Jahr 1146 erwähnt. Das Geschlecht nahm eine bedeutende Position an der unteren Lippe ein. 1180 wird in deren Güterverzeichnis das Haus Dahl aufgeführt.  Im selben Jahr wurde die Burg durch den Kölner Erzbischof erworben. Diese Burg lag aber nicht auf dem Standort des gegenwärtigen Hauses Dahl, sondern südlich der Lippe. 1317 war Haus Dahl im Besitz der Familie von Münster-Meinhövel. Höchstwahrscheinlich saßen diese schon auf dem neuen Sitz am nördlichen Lippeufer. 1696 wurde Bernhard Dietrich von der Recke zu Heessen neuer Besitzer, indem er das eigentlich der Linie seiner Frau gehörende Haus schuldenfrei machte und die Verwandten ausbezahlte. 1778 kam die Familie von Boeselager in den Besitz des Gutes Dahl. Anfang der 1920er Jahre wurde eine Papierfabrik auf dem Gelände erbaut.

## Beschreibung
Kern der Anlage bildet ein rechteckiger Wohnturm an der Südostecke des heutigen Herrenhauses, der vollständig von einer großen, unregelmäßig runden Gräfte umgeben war. Diese ist wie auch eine Ringmauer heute nur noch streckenweise vorhanden. Ursprünglich muss noch ein zweier Gräftenring vorhanden gewesen sein, von dem noch zwei Torhäuschen im Westen zeugen. 
Die Erweiterung des Wohnturmes durch ein in Backstein aufgeführtes Herrenhaus erfolgte im 16. Jahrhundert. Im 18. Jahrhundert wurde ein Vorbau zum Hof hinzugefügt und im 19. Jahrhundert der Turm mit einem Fachwerkgeschoss aufgestockt.